# Burdick West Peak
Burdick West Peak (in lingua bulgara: Връх Западен Бурдик, Vrah Zapaden Burdick) è un picco roccioso, alto 433 m, situato all'estremità nordoccidentale del Burdick Ridge, nel settore orientale dell'Isola Livingston, che fa parte delle Isole Shetland Meridionali, in Antartide. 
Il picco è parzialmente privo di ghiaccio.
La denominazione deriva da quella del vicino Burdick Peak, che dà il nome all'intera dorsale del Burdick Ridge. La denominazione è stata assegnata nel 1958 dall' UK Antarctic Place-names Committee in onore di Christopher Burdick, capitano del veliero americano Huntress of Nantucket, che visitò le Isole Shetland Meridionali nel 1820-21.

## Localizzazione
Il picco è posizionato alle coordinate 62°37′50″S 60°16′16″W, 900 m a nordovest del versante occidentale del Burdick Peak, 630 m a sud del versante sudest del Rezen Knoll, 3,86 km a est del versante sudest di Aleko Rock e 4,75 km a est del versante nord di Sinemorets Hill.
Mappatura preliminare britannica nel 1968, dettagliata spagnola da parte del Servicio Geográfico del Ejército nel 1991; coordinate, elevazione e distanze in base alla rilevazione topografica bulgara del 1995-96. 

## Mappe
- L.L. Ivanov et al. Antarctica: Livingston Island and Greenwich Island, South Shetland Islands. Scale 1:100000 topographic map. Sofia: Antarctic Place-names Commission of Bulgaria, 2005.
- L.L. Ivanov. Antarctica: Livingston Island and Greenwich, Robert, Snow and Smith Islands. Scale 1:120000 topographic map.  Troyan: Manfred Wörner Foundation, 2009.